# Morgon-TV

Logotyp för The Today Show, första ordinarie morgon-tv.

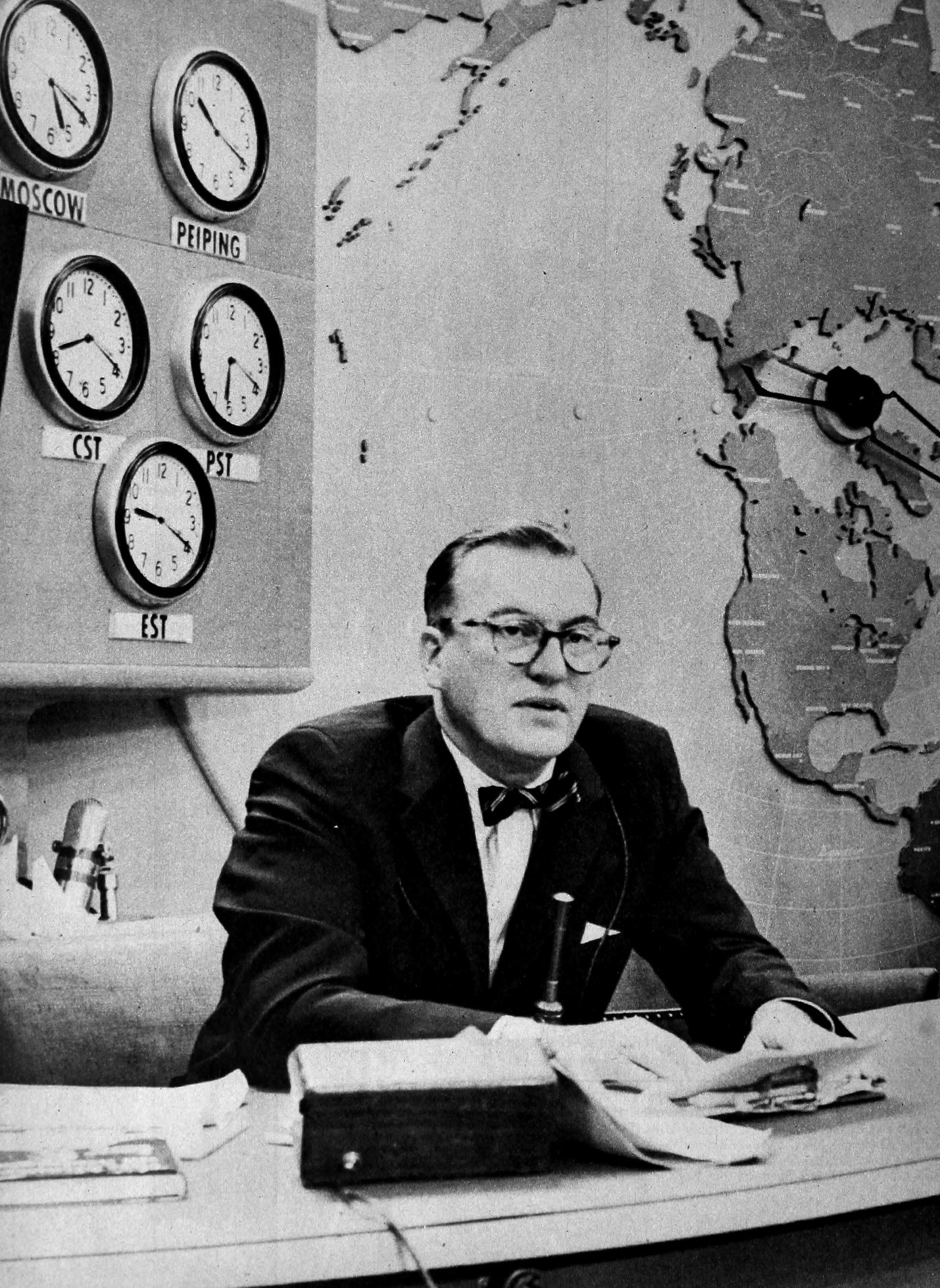
Dave Garroway (ca 1955), första programledare för The Today Show.

Morgon-TV (engelska: morning show) eller frukost-TV (engelska: breakfast television) är en form av infotainment-TV-program som sänds på morgnar. Traditionell morgon-TV leds av programvärdar som blandar nyheter med annan underhållning och går ofta i direktsändning.

## Utveckling
Efter sin första moderna TV-demonstrationen 26 januari 1926 inledde John Logie Baird regelbundna sändningar hösten 1926. Första elektroniska reguljära tv-sändningar inleddes lokalt av KCBS-TV (då W6XAO) i Los Angeles den 23 december 1931 och 22 mars 1935 av DFR (då Fernsehsender Paul Nipkow) i Berlin. Den 2 november 1936 inleddes rikstäckande sändningar av BBC i London. I TV-s barndom sändes program vanligen bara under eftermiddagar och kvällar. 1952 startade amerikanska NBC programmet "The Today Show" som första rikstäckande tv-morgonprogram.

## Historia

### Afrika
Den 1 november 1999 började "Morning Live" på statliga South African Broadcasting Corp. SABC som första morgonprogram i Sydafrika.

### Asien
Den 5 mars 1979 startade "Zoom!!Morgon!" (ズームイン!!朝!) på japanska Nippon TV som första morgonprogram i Asien. 15 september 1986 började "Magandang Umaga Po" (då Good Morning Philippines) på ABS-CBN i Filippinerna som andra nation. 

### Europa

Logotyp för BBC 1, värdkanal för Breakfast Time.

17 januari 1983 startar "Breakfast Time" på tv-kanalen BBC One som första morgonprogram i Europa. Bara 2 veckor senare startar "Good Morning Britain" 1 februari på TV-am som andra program. 7 januari 1985 inledde France 2 sitt morgonprogram "Télématin"

#### Norden

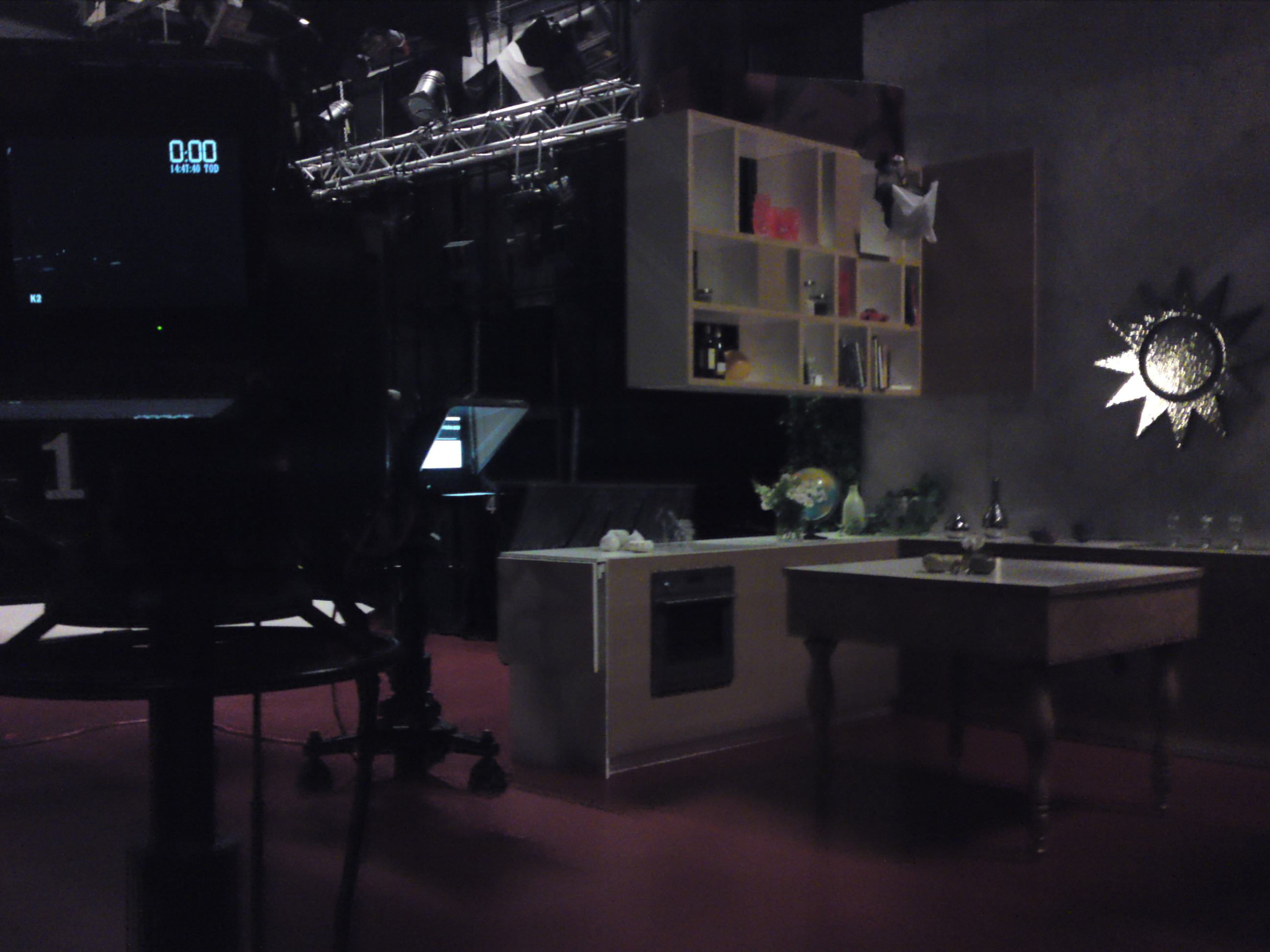
Nyhetsmorgons studio, TV 4.

Det första morgonprogram i Norden var "första Gomorron Sverige" på SVT1 med premiär 10 september 1977, programmet sändes dock endast på lördagar. Först den 1 mars 1993 inleddes dagliga sändningar. Första dagliga morgonprogram i Sverige var "Nyhetsmorgon" (då Gomorron) som startade sina sändningar 14 september 1992
Första dagliga morgonprogram i Norden var "Huomenta Suomi" ("Godmorgon Finland") som inleddes 1 december 1989 på finska MTV3. 3 mars 1997 inledde även Yle TV1 morgonprogram med programmet "Aamu-TV".
Norge började som nästa nation 24 oktober 1994 med "God morgen Norge" på norska  TV 2 Redan 23 oktober 1983 startade morgonprogrammet "Frokost-TV" som bara sände på lördagar.
Danmark inledde morgonprogram den 2 december 1996 med "Go' morgen Danmark" på  TV 2
Island startade med morgonprogram den 31 augusti 2007 med "Morgunvakt Rásar 2" på Ríkisútvarpið och samma år även "Ísland í bítið" på Stöð 2

### Nordamerika
Första regionala morgonprogram var "Three to Get Ready." som startade 27 november 1950 på "WPTZ" (KYW-TV) (nu CBS) i Philadelphia med Ernie Kovacs som programledare. 14 januari 1952 startade "The Today Show" i TV-kanalen NBC med Dave Garroway som programvärd. "Good Morning America" började 3 november 1975 på ABC. 11 september 1972 startade "Canada AM" på CTV Television Network som första morgonprogram i Kanada.

### Oceanien
23 februari 1981 startade "Good Morning Australia" på Network Ten som första morgonprogram i Oceanien följd 15 november av "Sunday" på Nine Network och "Today" på samma kanal 28 juni 1982 Redan 1 februari 1978 började "Good Morning Sydney" på Network Ten som första lokala morgonprogram i Australien. 11 augusti 1997 startade "Breakfast" på Television New Zealand (TVNZ) som första rikstäckande morgonprogram i Nya Zeeland

### Sydamerika
3 januari 1983 startade "Bom Dia Brasil" på brasilianska tv-kanalen Rede Globo som första morgonprogram i Sydamerika.